# Ерманн Барле
Ерманн Барле (фр. Hermann Barrelet, 25 вересня 1879 — 24 вересня 1964) — французький академічний веслувальник.
Олімпійський чемпіон 1900 року в одиночці.
Чемпіон Європи 1901 (одиночки), 1909 (вісімки), 1913 (парні двійки) років.